# Agrivoltaics
Agrivoltaics is het dubbel gebruik van landbouwgrond voor zowel gewasproductie als voor het opwekken van zonne-energie via fotovoltaïsche cellen in zonnepanelen. In 2020 en 2021 ontwikkelden onderzoekers van de KU Leuven de eerste agrivoltaics testsites in België.

## Achtergrond
De nood aan meer hernieuwbare energie bracht Adolf Goetzberger en Armin Zastrow in 1981 op het idee om het telen van groenten en fruit te combineren met zonnepanelen. Groene stroom is nodig om de klimaatverandering af te remmen terwijl landbouwgronden te schaars zijn om ze op te offeren aan de productie van energie.

## Onderzoek
Als onderdeel van een VLAIO TETRA project ontwikkelden en bouwden onderzoekers van de KU Leuven drie verschillende testsites. De resultaten van dit onderzoeksproject kunnen op hun website of in hun brochure teruggevonden worden.

## Praktische realisaties

### Bierbeek
In Bierbeek werden de mogelijkheden van agrivoltaics bij een bestaande peren (conference) boomgaard onderzocht. In de boomgaard was al een houten hagelbeschermingsconstructie (met kristalnetten) op hoogte (4,2 m) aanwezig om grote oogstverliezen door stormschade te voorkomen. Door de panelen te bevestigen aan de bestaande hagelbeschermingsconstructie was de impact van de inplanting op de ruimtelijke ordening miniem. Bovendien werd zo ook meteen rekening gehouden met de minimale hoogte voor het sproeitoestel. Er werden panelen gelegd recht boven elke rij perenbomen om de bescherming tegen storm en hagel te behouden. Dit resulteerde in een bodembedekkingsgraad van 60%. Om de windlasten te beperken werd gekozen voor een dakjesvorm van 12°, maar extra houten staanders en grondankers met staaldraad waren nodig om een stabiele constructie te bekomen. Het gebruik van klassieke panelen zou het geïnstalleerde vermogen per landoppervlakte wel gemaximaliseerd hebben, maar nam te veel licht weg voor een goede perengroei. Door gebruik te maken van een eigen ontworpen lichtberekeningspakket van de KU Leuven met de eis voor een minimaal PAR niveau van 75%, werd een transparantiegraad van 40% bekomen.

### Grembergen
De tweede pilootsite werd ontwikkeld in Grembergen bij een landbouwbedrijf dat akkerbouwgewassen in een rotatiesysteem teelt. De oriëntatie van de opstelling kozen we in functie van de lengterichting van het veld. De afstand tussen twee structuren werd bepaald op 9m (breedte van de machine + 0,5m speling langs elke zijde). Hierdoor heeft de installatie in Grembergen een lage bodembedekkingsgraad (19%) en een eerder bescheiden vermogendichtheid (400 kWp/ha). Dit teeltsysteem zorgt wel voor een hogere gemiddelde PAR hoeveelheid (80%), maar kan niet voor alle gewassen in het veld rechtstreekse bescherming bieden.
Op die site vergelijken we twee alternatieven:
- Een vaste opstelling van 3 rijen met verticale bifaciale panelen: De panelen staan opgesteld in een verticale, landscape positie ongeveer 1m boven het maaiveld zodat de gewassen de panelen niet beschaduwen. De steunpalen werden ongeveer 2m diep geheid om de laterale windlasten op te vangen. De oost/west georiënteerde bifaciale panelen zetten gereflecteerd, diffuus en direct licht langs beide zijden om in elektriciteit. Door de oost-west oriëntatie levert de installatie productiepieken ‘s morgens en ’s avonds. Dit productieprofiel is gunstig voor het verbruik van het woonhuis bij het landbouwbedrijf.

- Op hetzelfde veld hebben werden ook 3 rijen met een dynamisch 1-assig bifaciaal systeem gebouwd, waarbij de panelen de zon ofwel maximaal kunnen opvangen ofwel net doorlaten voor de planten. De afstand tussen twee structuren en de dekkingsgraad is hier gelijk aan de verticale constructie (19%). Tijdens het groeiseizoen wordt (tijdens de belangrijkste momenten in de ontwikkeling van de plant) het systeem zo gestuurd om zoveel mogelijk licht door te laten, ten koste van de energieopbrengst. Buiten het teeltseizoen, of in situaties dat de plant schaduw nodig heeft, volgt het systeem de zon en wordt de energieopbrengst gemaximaliseerd.